# Sisyra nilotica
Sisyra nilotica is een insect uit de familie sponsvliegen (Sisyridae), die tot de orde netvleugeligen (Neuroptera) behoort. 
Sisyra nilotica is voor het eerst wetenschappelijk beschreven door Tjeder in 1957.